# آيت لحسن (سيدي لامين)
آيت لحسن هي إحدى مشيخات المملكة المغربية، تتبع جغرافيا لإقليم خنيفرة وإداريًا لسيدي لامين. يقدر عدد سكانها بـ 10766 نسمة حسب الإحصاء الرسمي للسكان والسكنى لسنة 2004.